# Lijst van rijksmonumenten op Fort aan de Klop
Op en rond het terrein van Fort aan de Klop bevinden zich de volgende 13 rijksmonumenten die met het fort en de Nieuwe Hollandse Waterlinie samenhangen:

## Fort aan de Klop
| Object                                                                                          | Oorspronkelijke functie? | Bouwjaar  | Architect | Locatie        | Coördinaten?                | Nr.?   | Afbeelding        |
| ----------------------------------------------------------------------------------------------- | ------------------------ | --------- | --------- | -------------- | --------------------------- | ------ | ----------------- |
| Nieuwe Hollandse Waterlinie Cluster 28 Fort aan de Klop: Fortaanleg met aardwerken en hoofdwal. | Omwalling                | 1849-1850 |           | 1e Polderweg 4 | 52° 7' 9" NB, 5° 5' 20" OL  | 532263 | Meer afbeeldingen |
| Fort aan de Klop: Bomvrij wachthuis / Toren.                                                    | Militair wachtgebouw     | 1849-1850 |           | 1e Polderweg 6 | 52° 7' 10" NB, 5° 5' 20" OL | 532264 | Meer afbeeldingen |
| Fort aan de Klop: Houten Artillerieloods D (/a).                                                | Bijgebouwen              | 1877      |           | 1e Polderweg 4 | 52° 7' 9" NB, 5° 5' 20" OL  | 532265 | Meer afbeeldingen |
| Fort aan de Klop: Houten Opslagloods E.                                                         | Bomvrij militair object  | 1898      |           | 1e Polderweg 4 | 52° 7' 9" NB, 5° 5' 20" OL  | 532266 | Meer afbeeldingen |
| Fort aan de Klop: IJzeren loods C (/f).                                                         | Bijgebouwen              | 1905      |           | 1e Polderweg 4 | 52° 7' 9" NB, 5° 5' 20" OL  | 532267 | Meer afbeeldingen |
| Fort aan de Klop: Houten loods F.                                                               | Bijgebouwen              | 1914      |           | 1e Polderweg 4 | 52° 7' 9" NB, 5° 5' 20" OL  | 532268 | Meer afbeeldingen |
| Fort aan de Klop: Groepsschuilplaatsen Type P.                                                  | Bomvrij militair object  | 1939-1940 |           | 1e Polderweg 4 | 52° 7' 9" NB, 5° 5' 20" OL  | 532269 | Meer afbeeldingen |
| Fort aan de Klop: Fortwachterswoning.                                                           | Militair wachtgebouw     | 1882      |           | 1e Polderweg 2 | 52° 7' 9" NB, 5° 5' 24" OL  | 532270 | Meer afbeeldingen |
| Fort aan de Klop: Houten loods / Barak H.                                                       | Bijgebouwen              | 1913      |           | Vechtdijk 156A |                             | 532271 | Meer afbeeldingen |
| Fort aan de Klop: Toegangsbrug.                                                                 | Bijgebouwen              | 1882      |           | 1e Polderweg 4 | 52° 7' 9" NB, 5° 5' 20" OL  | 532272 | Meer afbeeldingen |

## Klopvaart en Klopdijk
| Object                                                          | Oorspronkelijke functie? | Bouwjaar                 | Architect | Locatie | Coördinaten?                | Nr.?   | Afbeelding  |
| --------------------------------------------------------------- | ------------------------ | ------------------------ | --------- | ------- | --------------------------- | ------ | ----------- |
| Nieuwe Hollandse Waterlinie Cluster 29. Klopvaart en Klopdijk.  | Open verdedigingswerk    |                          |           |         | 52° 7' 24" NB, 5° 5' 46" OL | 532303 | Upload foto |
| Klopvaart en Klopdijk: Schutsluis / inundatiesluis / keersluis. | Open verdedigingswerk    | 1884                     |           |         | 52° 7' 7" NB, 5° 5' 27" OL  | 532304 | Upload foto |
| Klopvaart en Klopdijk: Inundatiesluis / damsluis met brug.      | Open verdedigingswerk    | 1875 (vernieuwd in 1923) |           |         | 52° 7' 6" NB, 5° 5' 28" OL  | 532305 | Upload foto |